# Risholmen och Tallholmen
För andra betydelser, se Risholmen eller Tallholmen.
Risholmen och Tallholmen är en ö nära Vandrock i Nagu,  Finland. Den ligger i Skärgårdshavet i Pargas stad i landskapet Egentliga Finland, i den sydvästra delen av landet. Ön ligger omkring 5 kilometer söder om Vandrock, 11 kilometer väster om Nagu kyrka, 44 kilometer sydväst om Åbo och omkring 180 kilometer väster om Helsingfors. Närmaste allmänna förbindelse är förbindelsebryggan vid Krok som trafikeras av M/S Cheri. Öns area är 4,9 hektar och dess största längd är 450 meter i nord-sydlig riktning.
På Tallholmens västligaste udde står fyren Strandbyhäll.